# Adelowalkeria tristygma
Adelowalkeria tristygma är en fjärilsart som beskrevs av Jean Baptiste Boisduval 1871/72. Adelowalkeria tristygma ingår i släktet Adelowalkeria och familjen påfågelsspinnare. Inga underarter finns listade i Catalogue of Life.